# Con (Cangas de Onís)
Con es un lugar que pertenece a la parroquia de Mestas de Con en el concejo de Cangas de Onís (Principado de Asturias). Se encuentra a 218 m s. n. m. y está situada a 11,30 km de la capital del concejo, Cangas de Onís. 

## Población
En 2020 contaba con una población de 11 habitantes (INE 2020) repartidos en un total de 1 vivienda (SADEI, 2010).